# Tulio Ospina Pérez
Tulio Ospina Pérez (5 de octubre de 1900-31 de enero de 1993) fue un empresario, ingeniero civil y político colombiano.
Se desempeñó como senador de la república, concejal de Medellín, presidente de la Asamblea de Antioquia, y presidente de la Asociación Colombiana de Mineros.
Era hijo del empresario Tulio Ospina y hermano del expresidente de Colombia Mariano Ospina Pérez.

## Biografía
Tulio nació el 5 de octubre de 1900, en Antioquia. Era el segundo hijo del empresario Tulio Ospina y su esposa Ana Rosa Pérez Puerta.
Estudió ingeniería civil en la Universidad de California, Estados Unidos, donde también estudiaron su padre y su tío.

### Carrera empresarial
Como gerente de Asomineros, Tulio invirtió parte del capital familiar en empresas del sector minero colombiano en 1934, llegando a controlar la gran mayoría las minas de Colombia en su momento, y por consiguiente, la explotación de las mismas. También fue dueño, como su padre, del hato de ganado más grande del país, por lo que también controlaba buena parte del sector lechero de Colombia. Sus inversiones en este campo, comenzaron en 1938.
Ospina Pérez fue accionista varias veces de Asomineros, en 1932, 1933, 1938 a 1945 y 1945 a 1946, varias de ellas como socio principal.
Como empresario también resaltó por fundar Arquitectura y Construcciones Ltda.

### Carrera política
Tulio fue nombrado ministro de Obras Públicas durante la Junta Militar. Sucedió en el cargo al Contralmirante Rubén Piedrahíta en el ministerio, mientras que este asumió la presidencia conjunta del país después de la caída del general Rojas Pinilla, en mayo de 1957.
Como ministro promovió la creación del SENA (Servicio Nacional de Aprendizaje), creado por medio del Decreto Ley 118, el 21 de junio de 1957, días después de la renuncia de Rojas.

### Últimos años
Tulio falleció el 31 de enero de 1993, a los 92 años, luego de padecer una larga enfermedad. Fue sepultado en el Jardín Cementerio Montesacro, en Itagüí, Antioquia.

## Familia
Tulio perteneció a la prestigiosa familia de los Ospina, afiliados al partido Conservador.
Su padre, Tulio Ospina Vásquez, fue un exitoso empresario, ingeniero de minas, y académico ilustre. Su abuelo, Mariano Ospina Rodríguez, fue político y presidente de Colombia entre 1857 a 1861, además de fundar el Partido Conservador, en 1951. Su tío, Pedro Nel Ospina, fue un destacado militar y político, y también fue presidente de Colombia entre 1922 y 1926.
Su hermano, Mariano Ospina Pérez, fue político, empresario y muy influyente en la política nacional, llegando también a ser presidente, de 1946 a 1950. Mariano se casó con la activista Bertha Hernández, quien también influyó muchísimo en la política colombiana. Su sobrino, Mariano Ospina Hernández, fue diplomático y político.
Su hermana, Sofía Ospina, fue escritora y poeta.